# Edlira Dedja
Edlira Dedja (ur. 1962) – albańsko-szwajcarska pianistka i nauczycielka.

## Życiorys
Ukończyła studia w Państwowym Konserwatorium w Tiranie, następnie pracowała w Teatrze Opery i Baletu.
W 2012 roku w ramach wyborów samorządowych w Szwajcarii kandydowała na funkcję radnej miasta Neuchâtel z ramienia Socjaldemokratycznej Partii Szwajcarii.
Pracuje jako nauczyciel gry na fortepianie w Konserwatorium Muzycznym w Genewie oraz jako profesor w Konserwatorium w Neuchâtel. Założyła fundację Opéra sans frontiéres, zajmującą się organizacją koncertów muzyki klasycznej z udziałem artystów narodowości albańskiej na terenie m.in. Szwajcarii oraz Belgii.